# 工藤榮
工藤 榮（くどう さかえ、1922年9月28日 - 1993年6月16日）は、日本の経営者。東京証券社長、会長を務めた。東京都出身。

## 経歴
1944年に明治大学専門部政治経済学部を卒業し、1947年4月に日興証券に入社。
1972年11月に専務に就任し、1975年11月には遠山証券社長に就任。1981年10月には東京証券社長に就任。1985年12月に会長に就任。
1992年7月から1993年2月までに日本証券業協会会長を務めた。
1985年11月に藍綬褒章を受章。
1993年6月16日呼吸不全のために死去。70歳没。